# Phobetor (Exoplanet)
Phobetor (PSR B1257+12 d, auch PSR B1257+12 C) ist ein Exoplanet, der den Pulsar Lich alle 98,21 Tage umkreist. Auf Grund seiner geringen Masse wird angenommen, dass es sich um einen terrestrischen Planeten handelt. Er hat beinahe dieselbe Masse wie sein Nachbar Poltergeist.

## Entdeckung
Anders als die Mehrzahl aller Exoplaneten wurde dieser mit Hilfe der Pulsar-Timing-Methode entdeckt. Der Planet wurde von Aleksander Wolszczan et al. im Jahr 1992 entdeckt.

## Umlauf und Masse
Der Planet umkreist den Pulsar in einer Entfernung von etwa 0,46 AE bei einer Exzentrizität von 2,52 Prozent und hat eine Masse von etwa 3,814 Erdmassen oder 0,01227 Jupitermassen. Sein Radius beträgt Schätzungen zufolge 9.200 Kilometer.

## Namensherkunft
Wie alle Exoplaneten wurde Phobetor ursprünglich allein mit dem offiziellen Namen des Sterns und einem Kleinbuchstaben, entsprechend der Reihenfolge der Entdeckung, bezeichnet. Nach einem öffentlich ausgeschriebenen Wettbewerb der Internationalen Astronomischen Union (IAU) erhielt er am 15. Dezember 2015 einen offiziellen Namen nach der griechischen Gottheit Phobetor.